# Magdalena Tlacotepec
Magdalena Tlacotepec è un comune del Messico, situato nello stato di Oaxaca.